# Kenneth Choi
Kenneth Choi es un actor estadounidense. Es conocido por interpretar al personaje Henry Lin en la serie de televisión Sons of Anarchy (2008–2014). Es también conocido por papeles como Jim Morita en la película Capitán América: el primer vengador, Chester Ming en El lobo de Wall Street de Martin Scorsese (2013), Lance Ito en The People v. O. J. Simpson: American Crime Story (2016), y Lewis en la serie de FOX The Last Man on Earth.O también Como Howie Han,También conocido como "Chimney" En la serie 911

## Filmografía
| Películas   | Películas                                         | Películas                     | Películas                                            |
| Año         | Título                                            | Papel                         | Notas                                                |
| ----------- | ------------------------------------------------- | ----------------------------- | ---------------------------------------------------- |
| 1998        | Halloweentown                                     | Hip-sales-creature            |                                                      |
| 2000        | Peligro en las profundidades                      | Wayne Lung                    |                                                      |
| 2001        | Beyond the Pale                                   | Douglas                       |                                                      |
| 2002        | Woman on Fire                                     | Conserje                      |                                                      |
| 2003        | Timecop 2: The Berlin Decision                    | Profesor Josh Chan            |                                                      |
| 2004        | La terminal                                       | CBP Agente                    |                                                      |
| 2005        | The Road to Canyon Lake                           | Pong                          |                                                      |
| 2005        | Harsh Times                                       | Fujimoto                      |                                                      |
| 2006        | Behind Enemy Lines II: Axis of Evil               | Li Sung Park                  |                                                      |
| 2006        | Only the Brave                                    | Dave Fukushima                |                                                      |
| 2006        | Undoing                                           | Danny                         |                                                      |
| 2006        | The Heart Specialist                              | Mitchell Kwan                 |                                                      |
| 2007        | Baby                                              | Mike                          |                                                      |
| 2007        | Walk the Talk                                     | Dave                          |                                                      |
| 2007        | War                                               | Takada                        |                                                      |
| 2007        | Koreatown                                         | Sil                           |                                                      |
| 2008        | Street Kings                                      | Jefe Kim                      |                                                      |
| 2011        | Capitán América: el primer vengador               | James "Jim" Morita            |                                                      |
| 2012        | Dr0ne                                             | Jay                           |                                                      |
| 2012        | Red Dawn                                          | Smith                         |                                                      |
| 2013        | Red Dawn                                          | C.I.A.                        |                                                      |
| 2013        | El lobo de Wall Street                            | Chester Ming                  |                                                      |
| 2016        | Escuadrón suicida                                 | Jefe Yakuza                   |                                                      |
| 2017        | Stephanie                                         |                               |                                                      |
| 2017        | Spider-Man: Homecoming                            | Director Morita               |                                                      |
| 2017        | Bright                                            | Agente Coleman                |                                                      |
| 2018        | Gringo                                            | Marty                         | Posproducción                                        |
| 2018        | Hotel Artemis                                     |                               | Posproducción                                        |
| 2018        | Bumblebee                                         |                               | Producción                                           |
| Televisión  |                                                   |                               |                                                      |
| Año         | Título                                            | Papel                         | Notas                                                |
| 1999        | Martial Law                                       | Biohazard Driver              | Episodio: "Blue Flu"                                 |
| 2000        | The West Wing                                     | Agente de Servicio secreto #1 | Episodio: "Six Meetings Before Lunch"                |
| 2000        | The Huntress                                      | Douglas Ho                    | Episodio: "Esparcido"                                |
| 2000        | Arliss                                            | Tommy Takega                  | Episodio: "Where There's a Will..."                  |
| 2000        | V.I.P.                                            | Desmond Kusari                | Episodio: "Magnificent Val"                          |
| 2000        | Roswell                                           | Ken                           | Episodio: "Skin and Bones"                           |
| 2001        | The Division                                      | Louis Tang                    | Episodio: "Absolución"                               |
| 2001        | Los Hermanos García                               | Alec Lind                     | Episodio: "Band on the Run"                          |
| 2001        | Kristin                                           | Smoove                        | Episodio: "The Escort"                               |
| 2001        | Dead Last                                         | Syd the Junkie                | Episodio: "Heebee Geebee's"                          |
| 2002        | Reba                                              | Agente Aoki                   | Episodio: "la canción de Cisne de Brock"             |
| 2002        | The King of Queens                                | Todd Ling                     | Episodio: "Holy Mackerel"                            |
| 2003        | Presidio Med                                      | Dennis                        | 2 episodios                                          |
| 2003        | Crossing Jordan                                   | Garma                         | Episodio: "Fire and Ice"                             |
| 2003        | Becker                                            | Nam                           | Episodio: "Dates & Nuts"                             |
| 2003–04     | Dragnet                                           | C.Yo. Burrell                 | 2 episodios                                          |
| 2004        | According to Jim                                  | Técnico de laboratorio        | Episodio: "A Vast Difference"                        |
| 2004–05     | House M. D.                                       | Dr. Lim                       | 2 episodios                                          |
| 2005        | Las Vegas                                         | Duncan Sabusawa               | Episodio: "Fake the Money and Run"                   |
| 2006        | CSI: Crime Scene Investigation                    | Jason Tua                     | Episodio: "Post Mortem"                              |
| 2007        | Shark                                             | Kirk Bagley                   | Episodio: "The Wrath of Khan"                        |
| 2007        | Lincoln Heights                                   | Anthony Luna                  | Episodio: "Tricks Treats"                            |
| 2007        | 24                                                | Operativo de Cheng            | 4 episodios                                          |
| 2008        | Samurai Girl                                      | Sato                          | 6 episodios                                          |
| 2008–09     | Crash                                             | Mikey Han                     | 3 episodios                                          |
| 2008–14     | Sons of Anarchy                                   | Henry Lin                     | 14 episodios                                         |
| 2009        | Sin rastro                                        | Agente Philip Shen            | Episodio: "Once Lost"                                |
| 2009        | Héroes                                            | Sam Douglas                   | Episodio: "Chapter Nine 'Turn and Face the Strange'" |
| 2009        | Glee                                              | Dr. Wu                        | 2 episodios                                          |
| 2010        | Hawthorne                                         | Dr. Paul Hyun                 | 3 episodios                                          |
| 2011        | Last Man Standing                                 | Dr. Wong                      | 2 episodios                                          |
| 2012        | The Newsroom                                      | Dr. Lee                       | Episodio: "The Greater Fool"                         |
| 2013        | Ironside                                          | Capitán Ed Rollins            | 9 episodios                                          |
| 2013        | Longmire                                          | Dr. Bloomfield                | Episodio: "Tuscan Red"                               |
| 2014        | Agents of S.H.I.E.L.D                             | James "Jim" Morita            | Episodio: "Shadows"                                  |
| 2015        | Lealtad                                           | Sam Luttrell                  | 13 episodios                                         |
| 2016        | The People v. O. J. Simpson: American Crime Story | Juez Lance Ito                | 7 episodios                                          |
| 2016–17     | The Last Man on Earth                             | Lewis                         | 10 episodios                                         |
| 2017        | Chicago Med                                       | Dr. David Kwon                | 2 episodios                                          |
| 2018        | 911                                               | Howie 'Chimney' Han           | 63 Episodios                                         |
| 2018        | Counterpart                                       | Bob Dwyer                     |                                                      |
| Videojuegos |                                                   |                               |                                                      |
| Año         | Título                                            | Papel                         | Papel                                                |
| 2004        | Grand Theft Auto: San Andreas                     | Gangster                      | Gangster                                             |
| 2011        | Capitán América: supersoldado                     | Jim Morita                    | Jim Morita                                           |